# 区裁判所
区裁判所（くさいばんしょ、英語: Local Court）は、戦前の日本の内地において、軽微な民事・刑事事件の第一審を行った裁判所。当初は1881年の太政官布告第53号に基づいて設置され治安裁判所と称した。1890年の裁判所構成法により区裁判所に改称された。

## 概要
裁判官1人で行う単独審であった。また、現在は法務局の所管である登記事務も行っていた。現在の簡易裁判所と似ているが、簡易裁判所は区裁判所の後身ではなく、戦後新設された裁判所とされる。

## 管轄
次の事項について第一審としての裁判権を有していた。

### 民事
- 訴訟物の価額が一定額以下の民事訴訟（裁判所構成法第14条第1号）

裁判所構成法の制定当時は100円以下であった。その後の経済の発達・産業取引の進歩に伴って順次裁判所構成法が改正され、200円以下（明治38年法律第67号）、500円以下（大正2年法律第6号）、1000円以下（大正14年法律第5号）と引き上げられた。第二次世界大戦中は、裁判所構成法戦時特例により2000円以下にまで引き上げられ、終戦後も元の額に戻されず、裁判所法の制定による区裁判所の廃止まで変更されなかった。
- 訴訟物の価額と関係なく次に掲げる事項（裁判所構成法第14条第2号）
  1. 不動産の明渡等の請求・賃貸借に関する訴訟（イ）
  2. 不動産の境界のみに関する訴訟（ロ）
  3. 占有のみに関する訴訟（ハ）
  4. 雇用者・使用者間の雇用期限が1年以下の契約に関する訴訟（ニ）
  5. 旅人と旅店、飮食店等の主人・水陸運送人との間に起こった次の事項に関する訴訟（ホ）
    - 賄料・宿料・運送料・手荷物の運送料
    - 旅人が保護のために預けた手荷物・金銭・有価物
- 破産事件（裁判所構成法第14条の2）

裁判所構成法の制定当時は地方裁判所の管轄であったが（制定当時の裁判所構成法第28条）、1922年（大正11年）の裁判所構成法改正により区裁判所の管轄に移された（大正11年法律第53号）。
- 非訟事件（裁判所構成法第15条）
  1. 未成年者・禁治産者の後見人・失踪者や破産者の管財人の監督（第1号）
  2. 不動産・船舶の権利関係の登記（第2号）
  3. 商業登記・特許局に登録した特許意匠・商標登記（第3号）

### 刑事
- 短期1年以上の懲役・禁錮を規定していない罪で、予審を経ていない刑事訴訟。(法第16条)

　なお、この規定は度々改正されており、上記は大正11年法律第53号による改正後の規定である。

## 一覧
| 控訴院 | 地方裁判所        | 区裁判所                                                           |
| ------ | ----------------- | ------------------------------------------------------------------ |
| 東京   | 東京民事 東京刑事 | 東京・八王子                                                       |
| 東京   | 横浜              | 横浜・横須賀・小田原                                               |
| 東京   | 浦和              | 浦和・越ヶ谷・川越・熊谷・秩父                                     |
| 東京   | 千葉              | 千葉・佐倉・一宮本郷・松戸・木更津・北条・八日市場・佐原           |
| 東京   | 水戸              | 水戸・太田・土浦・龍ヶ崎・麻生・下妻                               |
| 東京   | 宇都宮            | 宇都宮・芳賀・大田原・栃木・足利                                   |
| 東京   | 前橋              | 前橋・沼田・新田・高崎・中之條・北甘楽                             |
| 東京   | 静岡              | 静岡・沼津・吉原・下田・浜松・掛川                                 |
| 東京   | 甲府              | 甲府・鰍沢・谷村                                                   |
| 東京   | 長野              | 長野・飯山・上田・岩村田・松本・木曽・大町・上諏訪・飯田・伊那     |
| 東京   | 新潟              | 新潟・三条・新発田・村上・長岡・柏崎・六日町・高田・糸魚川・相川   |
| 大阪   | 京都              | 京都・園部・宮津・峯山・舞鶴・福知山                               |
| 大阪   | 大阪              | 大阪・堺・岸和田                                                   |
| 大阪   | 神戸              | 神戸・伊丹・明石・篠山・柏原・姫路・社・龍野・豊岡・洲本           |
| 大阪   | 奈良              | 奈良・葛城・宇陀・五條                                             |
| 大阪   | 大津              | 大津・水口・彦根・長浜                                             |
| 大阪   | 和歌山            | 和歌山・妙寺・田邊・御坊・新宮                                     |
| 大阪   | 徳島              | 徳島・豊岡・脇町・川島                                             |
| 大阪   | 高松              | 高松・丸亀・観音寺                                                 |
| 大阪   | 高知              | 高知・須崎・安芸・中村                                             |
| 名古屋 | 名古屋            | 名古屋・一宮・半田・岡崎・豊橋・新城                               |
| 名古屋 | 安野津            | 安野津・松坂・上野・四日市・山田・木本                             |
| 名古屋 | 岐阜              | 岐阜・八幡・大垣・御嵩・髙山                                       |
| 名古屋 | 福井              | 福井・武生・大野・敦賀・小浜                                       |
| 名古屋 | 金沢              | 金沢・小松・七尾・輪島                                             |
| 名古屋 | 富山              | 富山・魚津・高岡・出町                                             |
| 広島   | 広島              | 広島・呉・竹原・尾道・福山・三次・庄原                             |
| 広島   | 山口              | 山口・徳山・萩・岩国・下関・船木                                   |
| 広島   | 岡山              | 岡山・玉島・笠岡・高梁・新見・津山・勝山                           |
| 広島   | 鳥取              | 鳥取・倉吉・米子                                                   |
| 広島   | 松江              | 松江・木次・今市・浜田・益田・大森・西郷                           |
| 広島   | 松山              | 松山・大洲・八幡浜・西条・今治・宇和島                             |
| 長崎   | 長崎              | 長崎・大村・島原・佐世保・平戸・武生水・福江・厳原                 |
| 長崎   | 佐賀              | 佐賀・武雄・伊万里・唐津                                           |
| 長崎   | 福岡              | 福岡・甘木・飯塚・直方・久留米・吉井・柳河・八女・小倉・行橋・田川 |
| 長崎   | 大分              | 大分・杵築・臼杵・佐伯・竹田・中津・玉津・日田                     |
| 長崎   | 熊本              | 熊本・三角・高瀬・御船・山鹿・宮地・八代・人吉・天草               |
| 長崎   | 鹿児島            | 鹿児島・加治木・知覧・川内・鹿屋・大島                             |
| 長崎   | 宮崎              | 宮崎・飫肥・都城・延岡・高千穂                                     |
| 長崎   | 那覇              | 那覇・平良                                                         |
| 宮城   | 仙台              | 仙台・大河原・古川・石巻・登米・気仙沼                             |
| 宮城   | 福島              | 福島・相馬・郡山・白河・若松・平                                   |
| 宮城   | 山形              | 山形・新庄・米沢・鶴岡・酒田                                       |
| 宮城   | 盛岡              | 盛岡・花巻・一戸・遠野・宮古・一関・水沢                           |
| 宮城   | 秋田              | 秋田・能代・本庄・大館・横手・湯沢・大曲                           |
| 宮城   | 青森              | 青森・五所川原・弘前・鰺ヶ沢・八戸                                 |
| 札幌   | 札幌              | 札幌・岩見沢・室蘭・浦河・小樽・岩内                               |
| 札幌   | 函館              | 函館・江差・寿都                                                   |
| 札幌   | 旭川              | 旭川・名寄・増毛・稚内                                             |
| 札幌   | 釧路              | 釧路・帯広・網走・野付牛・根室                                     |
| 札幌   | 樺太              | 豊原・知取・真岡                                                   |